# Diores godfreyi
Diores godfreyi är en spindelart som beskrevs av Hewitt 1919. Diores godfreyi ingår i släktet Diores och familjen Zodariidae. Inga underarter finns listade i Catalogue of Life.